# Celia Montalván
Celia Montalván (México, agosto de 1899-Ciudad de México, 10 de enero de 1958) fue una tiple cómica, actriz y vedette, que desarrolló su carrera principalmente en el teatro de revista y cine mexicanos.

## Biografía y carrera
Celia Montalván apareció en el mundo teatral formando parte del dueto con Aurora Walker: Las Walkirias. Fue María Conesa "La Gatita Blanca", quién dio oportunidad de debutar a Las Walkirias en la obra española Las Corsarias, donde también trabajó Mimí Derba. Montalvan hizo un pequeño personaje interpretando a una cándida camarera. Años después, en 1920 hizo su debut como primera tiple. Su belleza y su “charme” cautivaron al público de la época, su rating fue tal que la venta de las postales con su imagen rompió récord para la época. Su mayor éxito en el Teatro de Revista fue El Jardín de Obregón, donde inmortalizó el foxtrot Mi querido capitán, que en un fragmento la inmortaliza junto con las también vedettes María Conesa y Lupe Rivas Cacho.
Participó en la revista ¡Ra-Ta-Plan! mexicana, puesta por el empresario teatral, José Campillo, que fue la respuesta mexicana al escándalo causado por Le Ba-ta-clán de París, espectáculo que llegó a la Ciudad de México comandado por Madame Rasimi y su troupe de bellezas francesas en su mayoría, y que cambió el concepto de la revista musical mexicana: mujeres bellas sin mallones que cubrieran torso y piernas y con poca ropa, y más alegres y desenfadas que las anteriores tiples, aunado el éxito de la recién inaugurada pasarela que desde principios de siglo se había planteado, y que después del Le Ba-ta-clán se volvía una realidad, todo esto ambientado musicalmente con los ritmos de moda: shimmy, charlestón y jazz.
Un cronista de la época escribió: «¡Cuánto vaciló Chela Montalván antes de abandonar las mallas! No porque fuera menos bella que sus compañeras de teatro, sino porque ella comenzó su carrera teatral sin pasar por el kindegarten de la impudicia y sentía azoros de colegiala cuando su cuerpo desnudo era como un vértice de afán, para las miradas perversas del público...».
Pionera del cine mudo mexicano en la cinta El milagro de la Guadalupana (1925), la Montalván fue enemiga acérrima de Lupe Vélez. De todas las tiples mexicanas, fue la única que filmó en Europa. La cinta más famosa fue en 1935, bajo la dirección Jean Renoir -hijo del célebre pintor francés- quien años después dirigiría a María Félix en French Cancan (1955).
Pero antes de esto, ya había filmado en Hollywood con los hermanos Rodríguez, una cinta hoy perdida: Sangre mexicana, pero que los periodistas de la época reseñaron con entusiasmo.
En el Museo de la Canción Yucateca se exhibe un cartel de 1929 en el que se anuncia La dama atrevida, cinta en la que actuó Guty Cárdenas.
A principios de la década de los ochenta del siglo pasado, Carlos Monsiváis escribió sobre Celia, basándose en la colección de postales que sobre ella posee el Archivo General de la Nación:
«La vedette que anima la capital de México en los años veinte (y cuyo arquetipo es Celia Montalván) es el resultado de muchas experiencias: la sucesión de rupturas sociales a que da origen la Revolución Mexicana, el contagio internacional de los roaring twenties en Norteamérica, la vitalidad artística y cultural de los muralistas y los escritores en torno a José Vasconcelos, la necesidad de romper estentóreamente con la herencia porfiriana, la autosacralización de la mujer consumada por las divas, la nueva imagen de jóvenes deportivas y desprejuiciadas«.

## Filmografía
- El milagro de la Guadalupana (1925)
- Don Juan diplomático (1931)
- El proceso de Mary Dugan (1931)
- Sangre mexicana (1931)
- Toni (1935)
- Club Verde (1945)